# Гехарот (река)
Гехарот (јерм. Գեղարոտ) је кратки водоток од 28 km дужине у Јерменији, у марзу Арагацотн.
Река извире испод јужних обронака планине Арагац на надморској висини од 3.900 метара а улива се у реку Касах на надморској висини од 1.800 метара. То значи да је укупан пад реке након 28 km тока чак 1.900 метара или 68 м/км тока.
Река је целом дужином тока препуна брзака, обала је каменита. Максимални водостај је у касно пролеће када се топи снег на планинама. На реци се налази и неколико мањих водопада.